# Classe Hotel
I classe Hotel (nome in codice NATO della classe di sottomarini nucleari sovietici progetto 658) sono stati i primi sottomarini nucleari equipaggiati con lanciamissili balistici costruiti in URSS.
Vennero costruite otto unità, che entrarono in servizio tra il 1960 ed il 1964. Questi battelli furono poi sottoposti a varie modifiche.
Tutti i battelli sono stati radiati tra il 1988 ed il 1991.

## Sviluppo e tecnica
Lo sviluppo del progetto 658 iniziò nell'agosto del 1956. La specifica della Marina Sovietica richiedeva un sottomarino che fosse in grado di lanciare missili balistici con testata nucleare sul territorio degli Stati Uniti d'America.
Il programma venne curato dall'OKB-18. In tutto, vennero realizzate tre versioni di questa classe, che venne conosciuta in Occidente con il nome in codice NATO di Classe Hotel.

### Classe Hotel I

Profilo del sottomarino strategico K-19 (Classe hotel-I)

La versione base di questa classe, dal punto di vista tecnico, era ripresa dal progetto 627, il primo sottomarino atomico sovietico.

L'unica modifica di rilievo era l'installazione a bordo dello stesso tipo di compartimento missili già utilizzato sui precedenti classe Golf, con il sistema di lancio D-2.

L'armamento era composto da tre missili SS-N-4 (conosciuti in Russia come R-13), sistemati in altrettanti tubi verticali posti all'interno dello scafo. I missili potevano essere sparati solo in superficie, non meno di 12 minuti dopo l'emersione.

La costruzione dei classe Hotel venne intrapresa a Severodvinsk, ed il primo esemplare, il K-19, entrò in servizio nel 1960. In totale, ne vennero costruiti otto.

I dati tecnici inseriti in tabella si riferiscono a questa classe.
La propulsione era assicurata da 2 reattori VM-A di tipo PWR (reattori ad acqua pressurizzata). Questi reattori usavano come combustibile uranio con una concentrazione dell'isotopo 235 del 20% e ognuno produceva 70 MW di potenza elettrica, per un totale di 140 MW.

### Classe Hotel II
Nel marzo del 1958, l'OKB-18 iniziò la progettazione di una versione migliorata, denominata progetto 658M (conosciuta in Occidente come classe Hotel II).

Le modifiche prevedevano l'installazione del sistema di lancio D-4, che costituiva un deciso miglioramento rispetto al precedente. Infatti, il lancio poteva essere effettuato in immersione, ad una profondità di 16 metri. Il numero di missili rimase invariato, ma vennero imbarcati i più perfezionati SS-N-5 Serb.

L'installazione di questo sistema di lancio richiese tuttavia importanti modifiche strutturali, che però non andarono a modificare sensibilmente le caratteristiche tecniche del sottomarino.

La conversione riguardò i primi sette esemplari costruiti o in costruzione, e venne effettuata tra il 1963 ed il 1968.

### Classe Hotel III
Tra il 1969 ed il 1970 si decise di modificare il sottomarino K-145 (penultimo della classe ed unico non convertito allo standard 658M) per la sperimentazione del missile SS-N-8 Sawfly (nome russo: R-29). La modifica aveva il nome di progetto 701, e divenne noto in Occidente come Hotel III.

Questa modifica comportò notevoli cambiamenti strutturali: la lunghezza fu aumentata e raggiunse i 130 metri, ed il dislocamento raggiunse le 5.500 tonnellate in emersione e le 6.400 in immersione.

La velocità in superficie restò la medesima, mentre risultò diminuita quella in immersione (22 nodi).

Questo battello entrò in servizio nel 1976.

## Il servizio
I sottomarini classe Hotel entrarono in servizio tra il 1960 ed il 1964. Sei esemplari servirono la marina sovietica nella Flotta del Nord, tranne due, che vennero utilizzati in quella del Pacifico.

I battelli della Flotta del Nord vennero radiati tra il 1988 ed il 1991, ed oggi giacciono in gran parte abbandonati ed in attesa di demolizione. Tra questi, una storia particolarmente sfortunata ebbe il capoclasse K-19, la cui carriera operativa fu costellata da gravi incidenti.

I due sottomarini in servizio nel Pacifico, il K-55 ed il K-178, vennero successivamente modificati e trasformati in sommergibili da attacco (progetto 658T).

Anche questi mezzi oggi sono stati radiati.

## Unità in servizio
In totale, vennero costruiti otto battelli della classe Hotel. La costruzione avvenne al cantiere Sevmash di Severodvinsk.
- K-19: entrato in servizio nel 1960, rimase vittima di numerosi incidenti. Soprannominato dal suo equipaggio Hiroshima, è stato radiato e giace a Polyarny.
- K-33: entrato in servizio nel 1961, è stato radiato e successivamente demolito (2003).
- K-55: entrato in servizio nel 1962, venne convertito in progetto 658T (SSN). In riserva dal 1990 a Pavlovsk.
- K-178: entrato in servizio nel 1962, venne convertito in progetto 658T (SSN). In riserva dal 1988 a Pavlovsk.
- K-40: entrato in servizio nel 1962, venne rinominato KS 40 nel 1977 in seguito a lavori di conversione. Radiato.
- K-16: entrato in servizio nel 1963, è stato radiato.
- K-145: entrato in servizio nel 1963, convertito 658M nel 1963-1965, venne modificato come progetto 701. Abbandonato a Sevmorput.
- K-149 Ukrainsky Komsomlets: entrato in servizio nel 1964, è stato radiato.